# Anders Bergman (författare)
Anders Bergman, född 1980 i Luleå, är en svensk författare. 
Han blev filosofie magister i litteraturvetenskap vid Uppsala universitet 2003 och var under studietiden bland annat förste kurator vid Uplands nation. Hans böcker behandlar främst äldre litteraturhistoria. Han skriver också artiklar för dagstidningar och historiska tidskrifter. Han är sedan 2014 förläggare för historia och klassiker vid Natur & Kultur.  
Bergman är sonson till idrottsledaren Sigge Bergman, vars biografi han har skrivit.